# Ol'chovatskij rajon
L'Ol'chovatskij rajon (in russo Ольховатский район?) è un rajon dell'Oblast' di Voronež, in Russia; il capoluogo è Ol'chovatka. Istituito nel 1928, ricopre una superficie di 1.030 km².